# Kelly Parker
Kelly Parker (* 8. März 1981  in Saskatoon, Saskatchewan) ist eine ehemalige kanadische Fußballspielerin. Sie spielte für die kanadische Nationalmannschaft im Mittelfeld.

## Werdegang
Parker kam am 17. Juli 2003 mit 22 Jahren gegen Brasilien zu ihrem ersten Länderspiel. Dies blieb bis zum Zypern-Cup 2009, bei dem Kanada im Finale England unterlag, ihr einziger Einsatz. 2010 gewann Parker mit Kanada den Zypern-Cup und erzielte gegen Polen ihr erstes von drei Länderspieltoren. Beim CONCACAF Women’s Gold Cup 2010, den Kanada gewann, wurde sie nicht eingesetzt. 2011 wurde Parker in zwei Testspielen eingesetzt und in den kanadischen Kader für die Weltmeisterschaft berufen. Sie wurde im Eröffnungsspiel gegen Deutschland zur zweiten Halbzeit und damit zu ihrem ersten WM-Spiel eingewechselt. In den weiteren Gruppenspielen kam sie nicht mehr zum Einsatz und Kanada schied mit drei Niederlagen in der Vorrunde aus.
Für die Olympischen Spiele 2012 wurde sie ebenfalls nominiert und kam in drei von sechs Spielen zum Einsatz, wobei sie jeweils eingewechselt wurde.

## Erfolge
- WPS-Sieger 2009
- Zypern-Cup-Sieger 2010
- W-League Sieger 2010
- Olympische Spiele 2012: Bronzemedaille

## Auszeichnungen
- W-League MVP 2004 und 2010